# Таинственный Тибет
«Таинственный Тибет» (нем. Geheimnis Tibet) — немецкий документальный кинофильм 1943 года. Режиссёры — Эрнст Шефер, Ганс-Альберт Леттов. Фильм чёрно-белый. Премьера состоялась 16 января 1943 г. в Мюнхене.

## Сюжет
В основу ленты лёг материал, отснятый в Тибете в ходе тибетской экспедиции 1938—1939 гг. Фильм включает в себя, кроме всего прочего, ритуальные танцы, посвящённые богу войны Махакале, военный парад, эпизоды демонстрации тибетского культа мёртвых и выступление государственного предсказателя. Также в нём присутствуют расологические и антропологические сюжеты, в том числе измерения частей тела тибетцев и снятие с них гипсовых форм. В самом фильме трудно различить документальную и идеологическую составляющие. Вышедший во время Сталинградской битвы, фильм был призван поднять дух немецкого населения и произвести психологический эффект.